# Synomera corazalis
Synomera corazalis är en fjärilsart som beskrevs av William Schaus 1916. Synomera corazalis ingår i släktet Synomera och familjen nattflyn. Inga underarter finns listade i Catalogue of Life.